# Langsdorf (Lich)
Langsdorf ist seit dem 1. Januar 1977 ein Stadtteil der Stadt Lich im mittelhessischen Landkreis Gießen und liegt etwa drei Kilometer südöstlich der Kernstadt.

## Ortsgeschichte

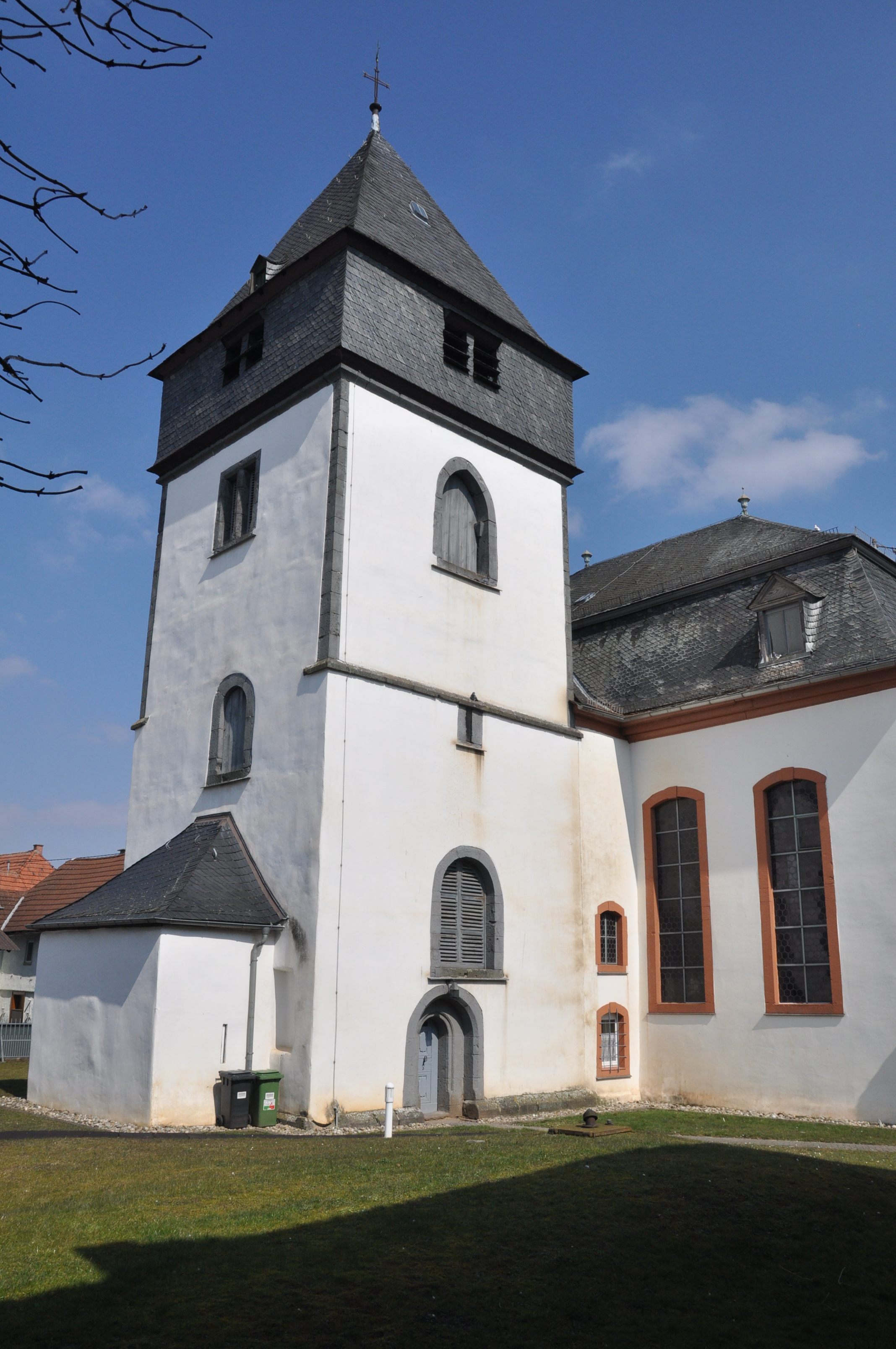
Evangelisch-reformierte Kirche Langsdorf

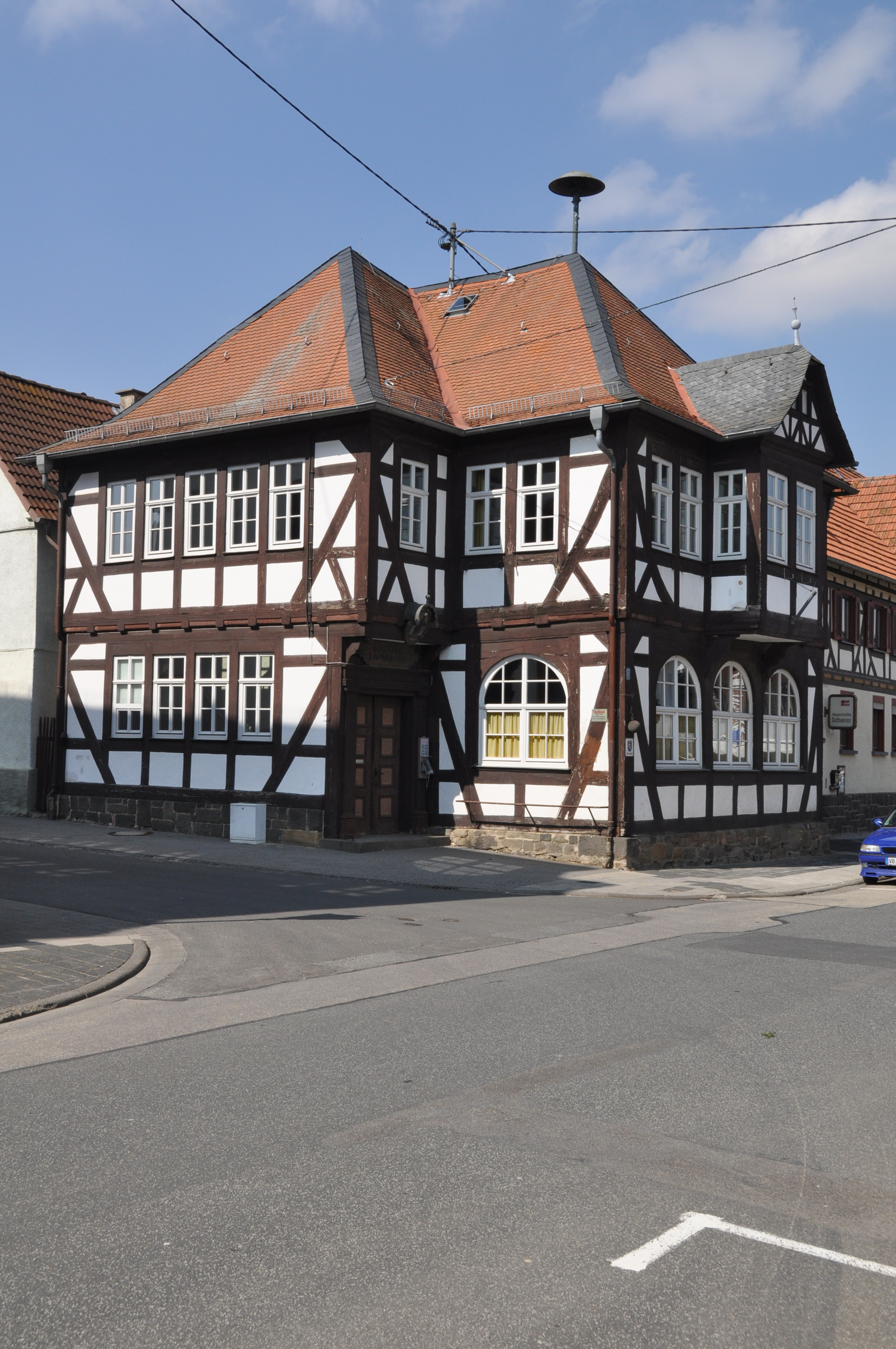
Lich-Langsdorf, Rathaus

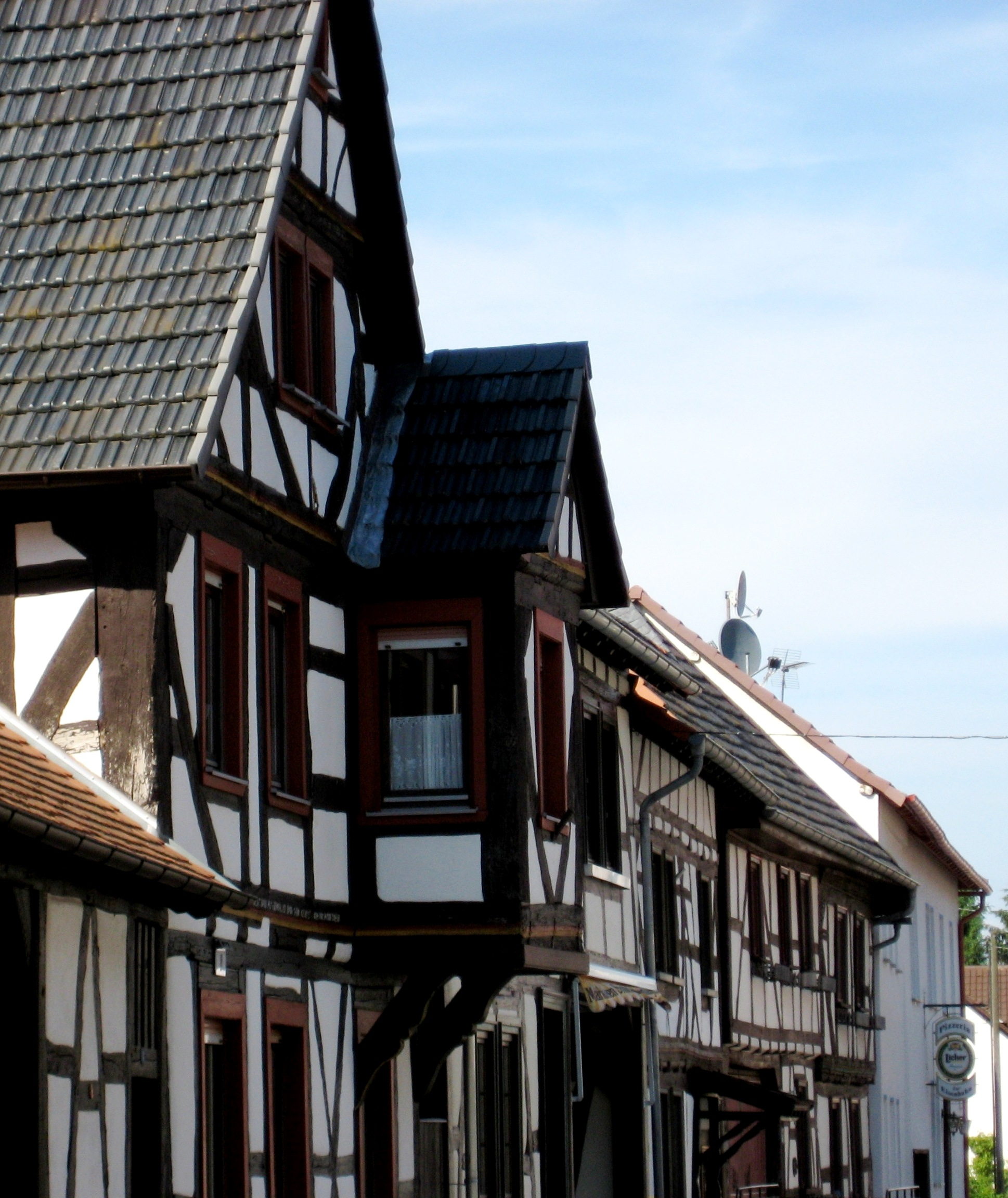
Fachwerkensemble in Langsdorf

### Mittelalter
Langsdorf wird erstmals am 29. April 771 im Lorscher Codex (CL) anlässlich einer Schenkung von 20 Joch Ackerland an das Kloster Lorsch erwähnt: „... in pago Wettereiba in  uilla Lanctorp  iurnales XX...“ (im Gau Wetterau im Dorf Lanctorp). Die Schenkung stammte von Heckluith und ihrem Sohn Herkuit. Die gleiche Schenkung wird an einer zweiten Stelle im Codex Laureshamensis in „Bettenhusen et Lanctorph“ lokalisiert. Das Kopiar wurde zwischen 1183 und 1195 geschrieben, als sich das Kloster schon längst im Niedergang befand und von seinem großen Besitz in der Wetterau entfremdet war. Die Stelle im CL nennt bereits die Siedlungsform „villa“.
Ob sich der Ortsname von Langes Dorf herleitet oder auf einen Personennamen Lanco gründet, ist strittig. Weil aber die Namensforschung Parallelen zum Ortsnamen der Wüstung Lengsfeld bei Hersfeld sieht, entscheidet sie sich für die Herkunft von dem Rufnamen.
Durch eine Schenkung Karls des Großen kam Langsdorf 782 an die Abtei Hersfeld. Als eine der ältesten Siedlungen der Hersfelder Mark hatte der Ort sein eigenes Gericht, dessen Vorsitz der Zentgraf, später der Amtmann, danach der Schultheiß innehatte. In einem sogenannten Freiheitsbrief war den Langsdorfern zugesichert, dass sie zwar Abgaben zu leisten hatten, jedoch von den sogenannten Hofdienstleistungen für die Landesherrschaft befreit waren. Später ging Langsdorf in den Besitz der Falkensteiner über, 1418 an das Haus Solms bzw. zu Solms-Braunfels.
Im September 1263 wurde im Ort hessische und deutsche Geschichte geschrieben: Langsdorf wurde neutral gelegener Verhandlungsort über Gebietsstreitigkeiten zwischen Markgraf Heinrich III. von Meißen, Herzogin Sophie von Brabant und dem Mainzer Erzbischof Werner von Eppstein. Deren Ergebnis, die Ablösung der Landgrafschaft Hessen von der Landgrafschaft Thüringen wurde im Langsdorfer Frieden proklamiert.

### Neuzeit
Schwere Zeiten brachte der Dreißigjährige Krieg. Sowohl Tillys Truppen wie auch die von Wallenstein wüsteten im Ort. Nach 1648 waren von 450 Einwohnern nur noch 250 am Leben, von 88 Hausstellen nur noch 50 vorhanden. 30 Familien waren vollständig ausgelöscht worden. Während der Napoleonischen Kriege mussten Langsdorfer dem französischen Heer dienen.
Um 1700 kam es in mehreren um Hungen gelegenen Gemeinden zu Auseinandersetzungen mit dem Landesherrn Wilhelm Moritz von Braunfels; die Anführer dieser Kreuzbrüder, wie sie sich selbst nannten, stammten aus Langsdorf. Nachdem Braunfels zunächst eigene, später auch in Hilfeleistung preußische Truppen zu den „Hoingischen Aufwicklern“ (für Nicht-Hessen: Hungener Aufmüpfige) entsandt hatte, kam es zu einer Flucht in die benachbarten Herrschaftsgebiete.
1848 brachten die Märzgesetze den Juden volles Bürgerrecht; allein in Langsdorf forderte man pro Kopf 300 Gulden Einschreibgeld in die Bürgerliste. Mittlerweile dem Landkreis Friedberg angehörig musste das dortige Gericht einschreiten und den damals rund 50 im Ort ansässigen Juden zu ihrem Recht verhelfen. Schlechte wirtschaftliche Verhältnisse führten dazu, dass von 1840 bis 1900 etwa 170 Einwohner den Ort verließen, um einen Neuanfang in Amerika zu wagen.
Etliche Tote waren auch im Ersten und Zweiten Weltkrieg zu beklagen. Durch den Zuzug von
Vertriebenen aus den deutschen Ostgebieten erhöhte sich die Einwohnerzahl nach 1945 beträchtlich; es entstand auf der anderen Bahnseite ein neuer Ortsteil, der heute so groß ist wie der alte Dorfkern.
Hessische Gebietsreform (1970–1977)
Im Zuge der Gebietsreform in Hessen hatte sich die Gemeindevertretung mit 7:1 Stimmen für eine Eingliederung in die Stadt Hungen entschlossen; dies wurde vom Land Hessen verweigert, sodass die Gemeinde nach einigen Querelen am 1. Januar 1977 nach dem Gesetz zur Neugliederung des Dillkreises, der Landkreise Gießen und Wetzlar und der Stadt Gießen nach Lich eingemeindet wurde. Für Langsdorf wurde, wie für alle Stadtteile von Lich, ein Ortsbezirk eingerichtet.

### Verwaltungsgeschichte im Überblick
Die folgende Liste zeigt die Staaten und Verwaltungseinheiten, denen Langsdorf angehört(e):

- vor 1742: Heiliges Römisches Reich, Grafschaft Solms-Braunfels (Anteil an der Herrschaft Münzenberg), Amt Hungen
- ab 1742: Heiliges Römisches Reich, Fürstentum Solms-Braunfels (Anteil an der Herrschaft Münzenberg), Amt Hungen
- ab 1806: Großherzogtum Hessen,[Anm. 2] Fürstentum Oberhessen, Amt Hungen (des Fürsten Solms-Braunfels)
- ab 1815: Großherzogtum Hessen, Provinz Oberhessen, Amt Hungen (des Fürsten Solms-Braunfels)
- ab 1820: Großherzogtum Hessen, Provinz Oberhessen, Amt Hungen
- ab 1822: Großherzogtum Hessen, Provinz Oberhessen, Landratsbezirk Hungen[12]
- ab 1841: Großherzogtum Hessen, Provinz Oberhessen, Kreis Hungen
- ab 1848: Großherzogtum Hessen, Regierungsbezirk Friedberg
- ab 1852: Großherzogtum Hessen, Provinz Oberhessen, Kreis Nidda
- ab 1867: Norddeutscher Bund, Großherzogtum Hessen, Provinz Oberhessen, Kreis Nidda
- ab 1871: Deutsches Reich, Großherzogtum Hessen, Provinz Oberhessen, Kreis Nidda
- ab 1874: Deutsches Reich, Großherzogtum Hessen, Provinz Oberhessen, Kreis Gießen
- ab 1918: Deutsches Reich, Volksstaat Hessen, Provinz Oberhessen, Kreis Gießen
- ab 1938: Deutsches Reich, Volksstaat Hessen, Landkreis Gießen
- ab 1945: Deutsches Reich, Amerikanische Besatzungszone,[Anm. 3] Groß-Hessen, Regierungsbezirk Darmstadt, Landkreis Gießen
- ab 1946: Deutsches Reich, Amerikanische Besatzungszone, Hessen, Regierungsbezirk Darmstadt, Landkreis Gießen
- ab 1949: Bundesrepublik Deutschland, Hessen, Regierungsbezirk Darmstadt, Landkreis Gießen
- ab 1977: Bundesrepublik Deutschland, Hessen, Regierungsbezirk Darmstadt, Lahn-Dill-Kreis, Stadt Lich
- ab 1979: Bundesrepublik Deutschland, Hessen, Regierungsbezirk Darmstadt, Landkreis Gießen, Stadt Lich
- ab 1981: Bundesrepublik Deutschland, Hessen, Regierungsbezirk Gießen, Landkreis Gießen, Stadt Lich

### Gerichte seit 1803
In der Landgrafschaft Hessen-Darmstadt wurde mit Ausführungsverordnung vom 9. Dezember 1803 das Gerichtswesen neu organisiert. Für das Fürstentum Oberhessen (ab 1815 Provinz Oberhessen) wurde das „Hofgericht Gießen“ eingerichtet. Es war für normale bürgerliche Streitsachen Gericht der zweiten Instanz, für standesherrliche Familienrechtssachen und Kriminalfälle die erste Instanz. Übergeordnet war das Oberappellationsgericht Darmstadt. Die Rechtsprechung der ersten Instanz wurde durch die Ämter bzw. Standesherren vorgenommen und somit war für Langsdorf ab 1806 das „Patrimonialgericht der Fürsten Solms-Braunfels“ in Hungen zuständig. Nach der Gründung des Großherzogtums Hessen 1806 wurden die Aufgaben der ersten Instanz 1821–1822 im Rahmen der Trennung von Rechtsprechung und Verwaltung auf die neu geschaffenen Land- bzw. Stadtgerichte übertragen. Ab 1822 ließen die Fürsten Solms-Braunfels ihre Rechte am Gericht durch das Großherzogtum Hessen in ihrem Namen ausüben. „Landgericht Hungen“ war daher die Bezeichnung für das erstinstanzliche Gericht, das für Langsdorf zuständig war. Auch auf sein Recht auf die zweite Instanz, die durch die Justizkanzlei in Hungen ausgeübt wurde verzichtete der Fürst 1823. Erst infolge der Märzrevolution 1848 wurden mit dem „Gesetz über die Verhältnisse der Standesherren und adeligen Gerichtsherren“ vom 15. April 1848 die standesherrlichen Sonderrechte endgültig aufgehoben.
Mit Wirkung vom 1. Januar 1882 wurde die Gemeinde Langsdorf dem Amtsgericht Lich zugeteilt.
Anlässlich der Einführung des Gerichtsverfassungsgesetzes mit Wirkung vom 1. Oktober 1879, infolge derer die bisherigen großherzoglichen Landgerichte durch Amtsgerichte an gleicher Stelle ersetzt wurden, während die neu geschaffenen Landgerichte nun als Obergerichte fungierten, kam es zur Umbenennung in „Amtsgericht Lich“ und Zuteilung zum Bezirk des Landgerichts Gießen.
Am 1. Juni 1934 wurde das Amtsgericht Lich aufgelöst und Langsdorf dem Amtsgericht Gießen zugeteilt.

### Schulwesen
Erste Aufwendungen für eine Schule sind in Kastenrechnungen von 1562 belegt. 1595 wurde ein erstes Schulhaus errichtet, das wohl nicht lange genutzt wurde, denn in den folgenden Jahren sind ständig wechselnde Schuladressen vermerkt. Ab 1849 bekam die zweiklassige Schule ihren festen Sitz im Herrenhaus. Mit Beginn des Schuljahres 1955/56 konnte die heutige Schule bezogen werden. Diese ursprünglich achtklassige Volksschule ist seit 1969 reine Grundschule auch für die Kinder aus Birklar und Bettenhausen; die älteren Schüler werden seitdem an der Dietrich-Bonhoeffer-Schule in Lich unterrichtet.

## Bevölkerung

### Einwohnerstruktur 2011
Nach den Erhebungen des Zensus 2011 lebten am Stichtag dem 9. Mai 2011 in Langsdorf 1326 Einwohner. Darunter waren 27 (2,0 %) Ausländer. Nach dem Lebensalter waren 225 Einwohner unter 18 Jahren, 582 zwischen 18 und 49, 279 zwischen 50 und 64 und 240 Einwohner waren älter. Die Einwohner lebten in 549 Haushalten. Davon waren 150 Singlehaushalte, 153 Paare ohne Kinder und 174 Paare mit Kindern, sowie 63 Alleinerziehende und 12 Wohngemeinschaften. In 102 Haushalten lebten ausschließlich Senioren und in 372 Haushaltungen lebten keine Senioren.

### Einwohnerentwicklung
| Langsdorf: Einwohnerzahlen von 1830 bis 2020 | Langsdorf: Einwohnerzahlen von 1830 bis 2020 | Langsdorf: Einwohnerzahlen von 1830 bis 2020 | Langsdorf: Einwohnerzahlen von 1830 bis 2020 | Langsdorf: Einwohnerzahlen von 1830 bis 2020 |
| --- | -------------------------------------------- | -------------------------------------------- | -------------------------------------------- | -------------------------------------------- |
| Jahr |                                              |                                              |                                              | Einwohner                                    |
| 1830 | 1830                                         |                                              | 828                                          | 828                                          |
| 1834 | 1834                                         |                                              | 798                                          | 798                                          |
| 1840 | 1840                                         |                                              | 824                                          | 824                                          |
| 1846 | 1846                                         |                                              | 854                                          | 854                                          |
| 1852 | 1852                                         |                                              | 728                                          | 728                                          |
| 1858 | 1858                                         |                                              | 753                                          | 753                                          |
| 1864 | 1864                                         |                                              | 810                                          | 810                                          |
| 1871 | 1871                                         |                                              | 853                                          | 853                                          |
| 1875 | 1875                                         |                                              | 885                                          | 885                                          |
| 1885 | 1885                                         |                                              | 920                                          | 920                                          |
| 1895 | 1895                                         |                                              | 889                                          | 889                                          |
| 1905 | 1905                                         |                                              | 915                                          | 915                                          |
| 1910 | 1910                                         |                                              | 919                                          | 919                                          |
| 1925 | 1925                                         |                                              | 939                                          | 939                                          |
| 1939 | 1939                                         |                                              | 886                                          | 886                                          |
| 1946 | 1946                                         |                                              | 1.462                                        | 1.462                                        |
| 1950 | 1950                                         |                                              | 1.532                                        | 1.532                                        |
| 1956 | 1956                                         |                                              | 1.294                                        | 1.294                                        |
| 1961 | 1961                                         |                                              | 1.270                                        | 1.270                                        |
| 1967 | 1967                                         |                                              | 1.219                                        | 1.219                                        |
| 1970 | 1970                                         |                                              | 1.218                                        | 1.218                                        |
| 1980 | 1980                                         |                                              | ?                                            | ?                                            |
| 1988 | 1988                                         |                                              | 1.178                                        | 1.178                                        |
| 2000 | 2000                                         |                                              | ?                                            | ?                                            |
| 2008 | 2008                                         |                                              | 1.399                                        | 1.399                                        |
| 2011 | 2011                                         |                                              | 1.226                                        | 1.226                                        |
| 2015 | 2015                                         |                                              | 1.385                                        | 1.385                                        |
| 2020 | 2020                                         |                                              | 1.453                                        | 1.453                                        |
| Datenquelle: Historisches Gemeindeverzeichnis für Hessen: Die Bevölkerung der Gemeinden 1834 bis 1967. Wiesbaden: Hessisches Statistisches Landesamt, 1968. Weitere Quellen: 1970:; 1988–2008; nach 2010: Stadt Lich; Zensus 2011 |                                              |                                              |                                              |                                              |

### Historische Erwerbstätigkeit
Im Jahr 1961 wurden die folgenden Erwerbspersonen gezählt: 270 in Land- und Forstwirtschaft; 222 im produzierenden Gewerbe; 71 in Handel, Verkehr und Nachrichtenübermittlung; 71 im Dienstleistungsbereich oder sonstigen Gewerbe.

### Religion
- Evangelische Gemeinde: Eine eigenständige Pfarrei besteht in Langsdorf seit 1553. Mit dem Übertritt zum reformierten Bekenntnis des seinerzeitigen Landesherrn Konrad von Braunfels im Zuge der Reformation wurde auch Langsdorf 1582 zur evangelisch-reformierten Pfarrei.
- Neuapostolische Kirche: Gegründet 1920; konnte 1980 ein eigenes kleines Gotteshaus errichten.
- Eine Synagoge bestand von 1866 bis 1934.

Historische Religionszugehörigkeit
| • 1830: | 775 evangelische, 1 katholischer und 52 jüdische Einwohner        |
| • 1961: | 960 evangelische (= 75,6 %), 227 katholische (= 17,9 %) Einwohner |

## Politik

### Ortsbeirat
Für den Stadtteil Langsdorf besteht ein Ortsbezirk (Gebiete der ehemaligen Gemeinde Langsdorf) mit Ortsbeirat und Ortsvorsteher nach der Hessischen Gemeindeordnung.
Der Ortsbeirat besteht aus neun Mitgliedern. Bei den Kommunalwahlen in Hessen 2021 betrug die Wahlbeteiligung zum Ortsbeirat 59,98 %. Dabei wurden gewählt: Je ein Mitglied der CDU, drei Mitglieder der SPD und fünf Mitglieder der „Freien Wähler“ (FW). Der Ortsbeirat wählte Ilka Gütlich (FW) zur Ortsvorsteherin.

### Wappen
Das Ortswappen zeigt die ehemalige Pforte mit den Türmen Langsdorfs unter einer Sonne.

## Kultur und Sehenswürdigkeiten
Kultureller Mittelpunkt ist die Volkshalle. Etwa 27 bis 30 Vereine verbessern das Dorfklima und unterstützen die kommunikative Interaktion zwischen den Bürgern. Nach dem Gewinn des Titels „Dolles Dorf“ im Jahre 2005 gründete sich hieraus eine Bürgerstiftung, welche Projekte im Dorf – unter anderem den Bau der Grillhütte – finanziell unterstützt.
 Bauwerke 

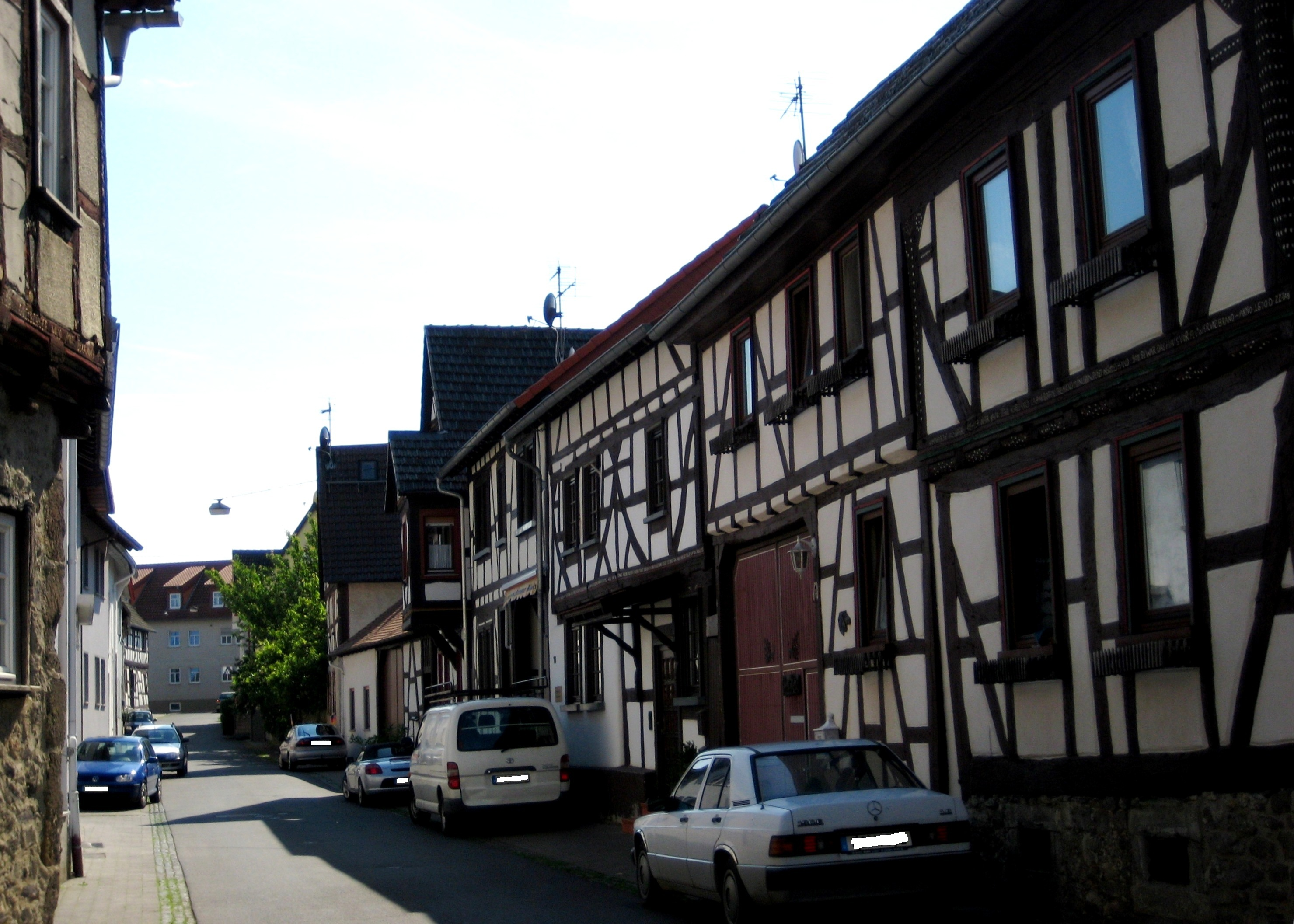
Fachwerkhäuser in der Reichgasse

- Kirche, eingeweiht 1782. Barock-klassizistischer Mischbau ohne Chor. Der aus dem 13. Jahrhundert stammende Kirchturm mit zwei Glocken von 1657 sowie zwei neuen von 1949 stammt noch von der 1780 abgerissenen Vorgängerkirche.
- Fachwerk-Rathaus aus dem ausgehenden 17. Jahrhundert mit Erkervorbau und Bogenfensterhalle im Erdgeschoss, kurz vor dem völligen Verfall 1921 gerettet und sehr schön restauriert.
- Im Dorfkern sind noch viele gut erhaltene und liebevoll restaurierte Fachwerkhäuser in der für die Region typischen fränkisch-hessischen Fachwerkbauweise anzutreffen. Das älteste Gebäude des Dorfes befindet sich in der Reichgasse und wurde zwischen 1561 und 1563 von dem niedersächsischen Baumeister Christian Gabriel von Ilmenau errichtet. Anders als die meisten Fachwerkhäuser in Langsdorf ist dieses so genannte Hegerich-Haus durch niedersächsische Schmuckformen gekennzeichnet sowie durch das auffallend hohe Hoftor.

## Verkehr

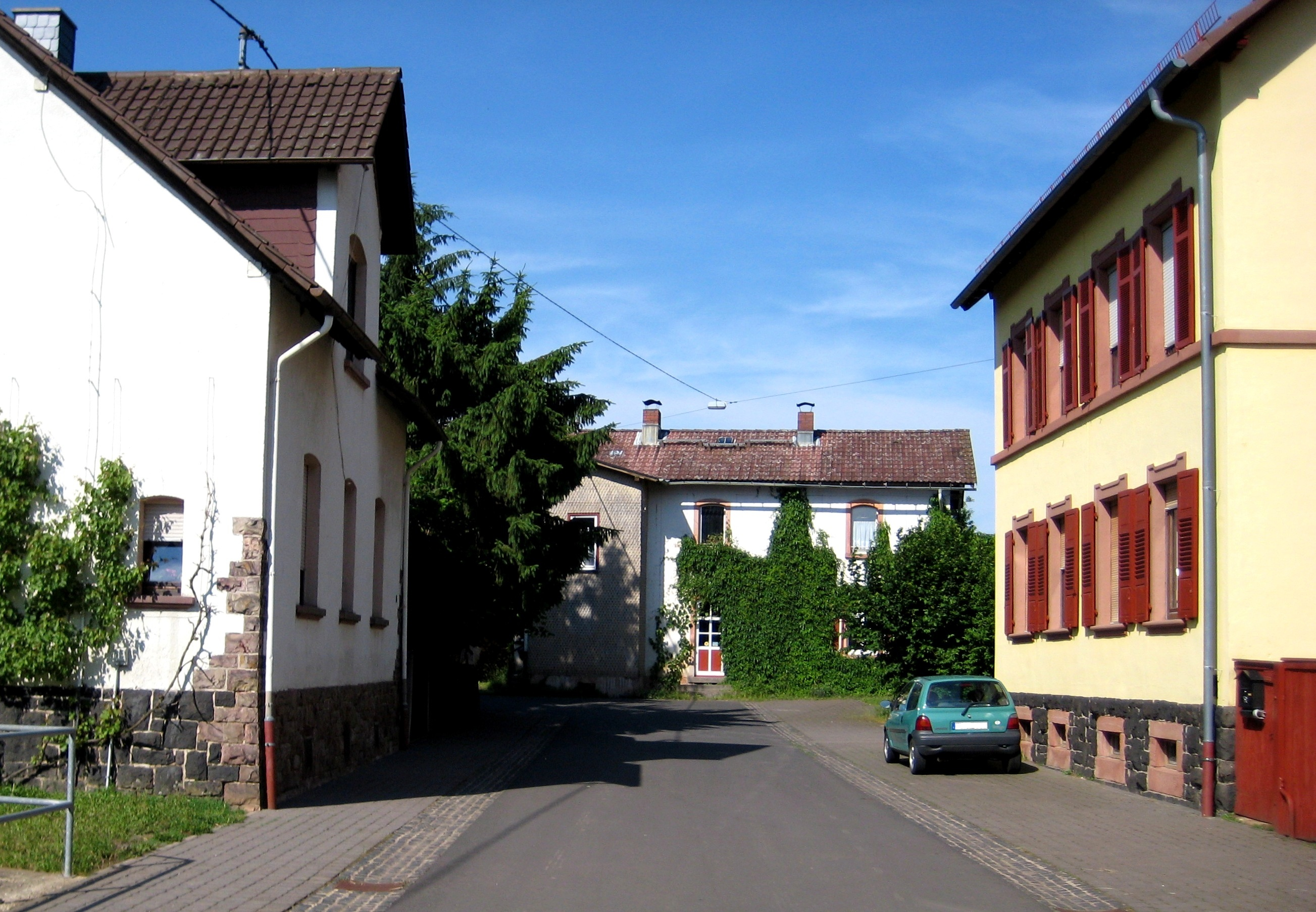
Blick auf das alte Bahnhofsgebäude in Langsdorf

Bis Dezember 2001 führte die von Gießen nach Gründau verlaufende Bundesstraße 457 durch den Ortskern von Langsdorf. Seitdem führt eine Ortsumgehung direkt an Langsdorf vorbei. Zudem befindet sich in Langsdorf ein Haltepunkt an der Bahnstrecke Gießen–Gelnhausen (Lahn-Kinzig-Bahn).

## Persönlichkeiten
- Otto Kneipp (1884–1965), Politiker
- Philipp Köhler (1859–1911), Politiker
- Moritz Oppenheimer (1879–1934), Kaufmann und Viehhändler sowie eines der Opfer des sogenannten Röhm-Putsches, lebte in Langsdorf
- Karl Starzacher (* 1945), Politiker
- Christian Jacob von Zwierlein (1737–1793), Jurist
- Johann Jacob von Zwierlein (1699–1772), Jurist